# Liste antiker Ortsnamen und geographischer Bezeichnungen/Zy
| Lateinischer Name | Griechischer Name | Beschreibung                        | Heute | Quellen und Verweise       | Lage |
| ----------------- | ----------------- | ----------------------------------- | --- | -------------------------- | ---- |
| Zydretae          | Ζυδρῆται          | Volk in Kolchis                     | | Smith;                     |      |
| Zygantis          | Ζυγαντίς          | Stadt in Libya                      | | Smith;                     |      |
| Zygenses          |                   | Volk in der Marmarica               | | Smith;                     |      |
| Zygi              | Ζυγοί             | Volk am Schwarzen Meer in Sarmatien | | Smith;                     |      |
| Zygopolis         | Συγόπολις         | Stadt in Kolchis am Schwarzen Meer  | | Smith;                     |      |
| Zygris            | Ζυγρίς (Zygris)   | Ort in der Marmarica                | bei Marsa Bagoush an der ägyptischen Küste, ca. 250 km westlich von Alexandria und 50 km östlich von Marsa Matruh | Ptolemäus 4, 5, 3; Smith;  |      |
| Zygritae          | Ζυγρῖται          | siehe Zygris                        | |                            |      |
| Zymethus          | Ζύμηθος           | Stadt in der Kyrenaika              | | Ptolemäus 4, 4, 11; Smith; |      |